# Baby Face Nelson
Baby Face Nelson, egentligen Lester Joseph Gillis, född 6 december 1908 i Chicago, död 27 november 1934 i Barrington, Illinois, var en amerikansk gangster. Han gick också under aliaset George Nelson och kallades Jimmy i de kriminella kretsar han rörde sig i.
Baby Face Nelson åkte in och ut på olika anstalter som ung och som vuxen dömdes han till fängelse för ett misslyckat bankrån. Han lyckades rymma därifrån och anslöt sig till John Dillingers gäng. Baby Face Nelson rånade flera banker ihop med Dillinger och blev känd för att han ofta sköt ihjäl oskyldiga, för sitt eget höga nöjes skull. Han dödade även tre FBI-agenter. När John Dillinger blev skjuten den 22 juli 1934 började Baby Face Nelson tillsammans med sin fru och John Paul Chase att planera bildandet av ett eget gäng, men de dog innan det blev verklighet.
Baby Face Nelsons hustru Helen Wawzynak Gillis, född 1911, var med i sin makes gäng. Hon arresterades den 22 april 1934 i Wisconsin, när hon gömde sig med Baby Face Nelson och John Dillingers gäng. Vid det tillfället misslyckades FBI med att gripa Dillinger och hans gäng men deras flickvänner arresterade istället. Kort därefter så frigavs hon dock villkorligt och slog sig ihop med sin make igen. När Baby Face Nelson blev dödad av FBI så gav hustrun upp två dagar senare och dömdes till ett år och en dag i fängelse på  Woman's Federal Reformatory i Mila, Michigan. Helen Gillis dog i juli 1987.
Baby Face Nelson blev ihjälskjuten nära Barrington, Illinois av två FBI-agenter, Sam Cowley och Herman Hollis. FBI-agenterna mötte Baby Face Nelson, hans fru och en annan gangster vid namn John Paul Chase på vägen, de båda grupperna upptäckte varandra samtidigt och en biljakt såväl som en eldstrid följde. Under eldstrid dödades de båda agenterna, men inte förrän de lyckats att dödligt såra Baby Face Nelson. Hans maka, Helen och John Paul Chase lyckades att köra iväg med Baby Face Nelson men de kunde inte rädda hans liv. Han avled i armarna på sin fru samma natt, och nästa dag så hittades det nakna liket i ett dike vid en kyrkogård nära Niles Center.